# Sigrid Eberle
Sigrid Eberle (* 3. März 1952 in Dornbirn) ist eine ehemalige österreichische Skirennläuferin. Sie gewann zwei Rennen im Europacup und fuhr im Weltcup einmal unter die besten zehn.

## Biografie
Eberle war als Jugendliche auch als Kunstturnerin und Leichtathletin aktiv, konzentrierte sich aber ab Mitte der 1960er-Jahre hauptsächlich auf den Skirennsport. Auch ihre fünf Jahre jüngere Schwester Ingrid Eberle wurde Skirennläuferin, der Vater war in den 1950er-Jahren im Nordischen Skisport aktiv. Eberle absolvierte eine kaufmännische Lehre und arbeitete als Buchhalterin. Im Winter 1967/1968 erreichte sie den ersten Podestplatz in einem FIS-Rennen mit Platz zwei im Slalom von Les Gets. Im Jänner 1969 kam sie unweit ihres Heimatortes Dornbirn bei den Goldschlüsselrennen im Montafon zu ihrem Debüt im Weltcup. Dabei belegte sie Platz 18 im Slalom. Im nächsten Winter wurde sie unter anderem 13. im Slalom von Maribor. Ähnliche Weltcupergebnisse folgten in den nächsten Jahren, eine Platzierung in den Weltcup-Punkterängen, also unter den besten zehn, gelang ihr aber vorerst nicht.
Abseits des Weltcups erreichte Eberle mehrere Siege und Podestplätze. 1970 gewann sie einen FIS-Slalom in Sterzing und 1971 eine FIS-Abfahrt in Haus im Ennstal. Ebenfalls 1971 wurde sie Dritte im Slalom der österreichischen Meisterschaften. In der Saison 1971/72 gewann sie zwei Rennen im neu eingeführten Europacup, einen Riesenslalom in Les Gets und eine Abfahrt in Thyon. Im Winter 1972/73 gewann Eberle schließlich zum ersten und einzigen Mal in ihrer Karriere Weltcuppunkte, als sie am 10. Februar in der Abfahrt von St. Moritz auf den sechsten Platz fuhr. Nach ihrer Heirat mit Anton Dorner, der ebenfalls Skirennläufer war, brachte Eberle noch im selben Jahr einen Sohn zur Welt, weshalb sie im Winter 1973/1974 zunächst eine Wettkampfpause einlegte und zu Beginn der Saison 1974/1975 ihren Rücktritt vom Skirennsport bekannt gab.

## Erfolge

### Weltcup
- Eine Platzierung unter den besten zehn

### Europacup
- Saison 1971/72: 6. Gesamtwertung
- 4 Podestplätze, davon 2 Siege:

| Saison    | Ort      | Land       | Disziplin    |
| --------- | -------- | ---------- | ------------ |
| 1971/1972 | Les Gets | Frankreich | Riesenslalom |
| 1971/1972 | Thyon    | Schweiz    | Abfahrt      |